# Prieuré de Grammont
Le prieuré de Grammont est un ancien prieuré de l'ordre de Grandmont fondé par Richard Cœur de Lion au XIIe siècle, situé à Chassay sur la commune de Saint-Prouant, dans le département de la Vendée en région Pays de la Loire. 
C'est l'un des prieurés de cet ordre les mieux conservés et les plus complets en France (il ne manque que le cloître). Propriété du département de la Vendée et ouvert à la visite, il est inscrit à l'Inventaire supplémentaire des monuments historiques depuis 1987.

## Historique
Longtemps attribuée à un acte de Richard Coeur de Lion en 1194, la date de la fondation du prieuré est en fait probablement légèrement postérieure. La construction des bâtiments eut lieu vers 1200. Très homogène, le bâtiment est remarquablement conservé.
Dès 1292, la communauté ne compte que cinq religieux.
Le 11 septembre 1629, des lettres patentes enregistrent les avoirs des abbayes de Déols, Saint-Gildas et du prieuré de Grammont qui sont rattachés au domaine du duché-pairie de Châteauroux.
La voûte de la chapelle fut remplacée au XVIIe siècle par la charpente actuelle.
En 1772, l'ordre grandmontain est supprimé par la commission des réguliers. Les bâtiments sont convertis en exploitation agricole, jusqu'à leur achat par la commune en 1985.

## Galerie

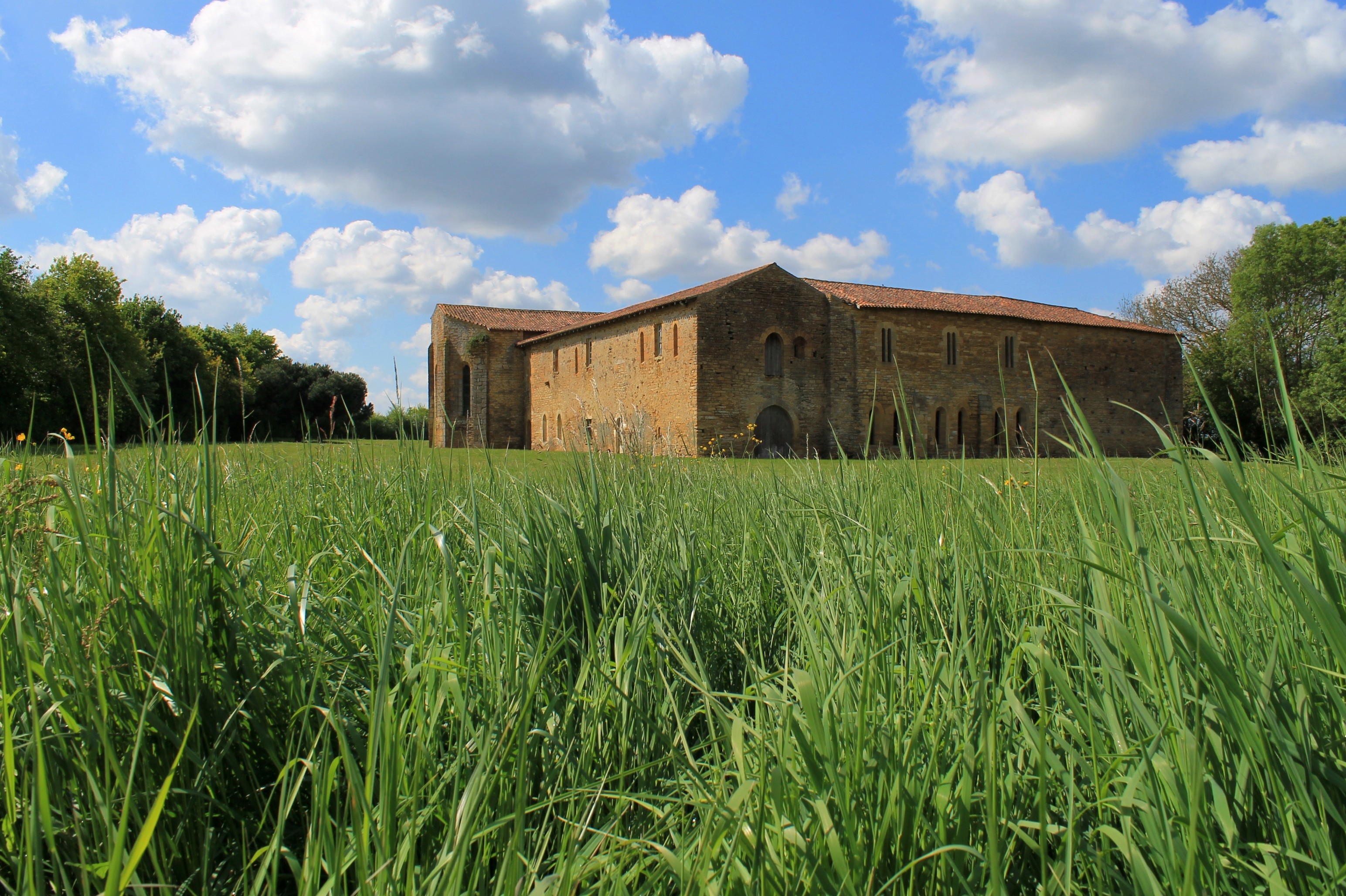
Vue d'ensemble du prieuré.
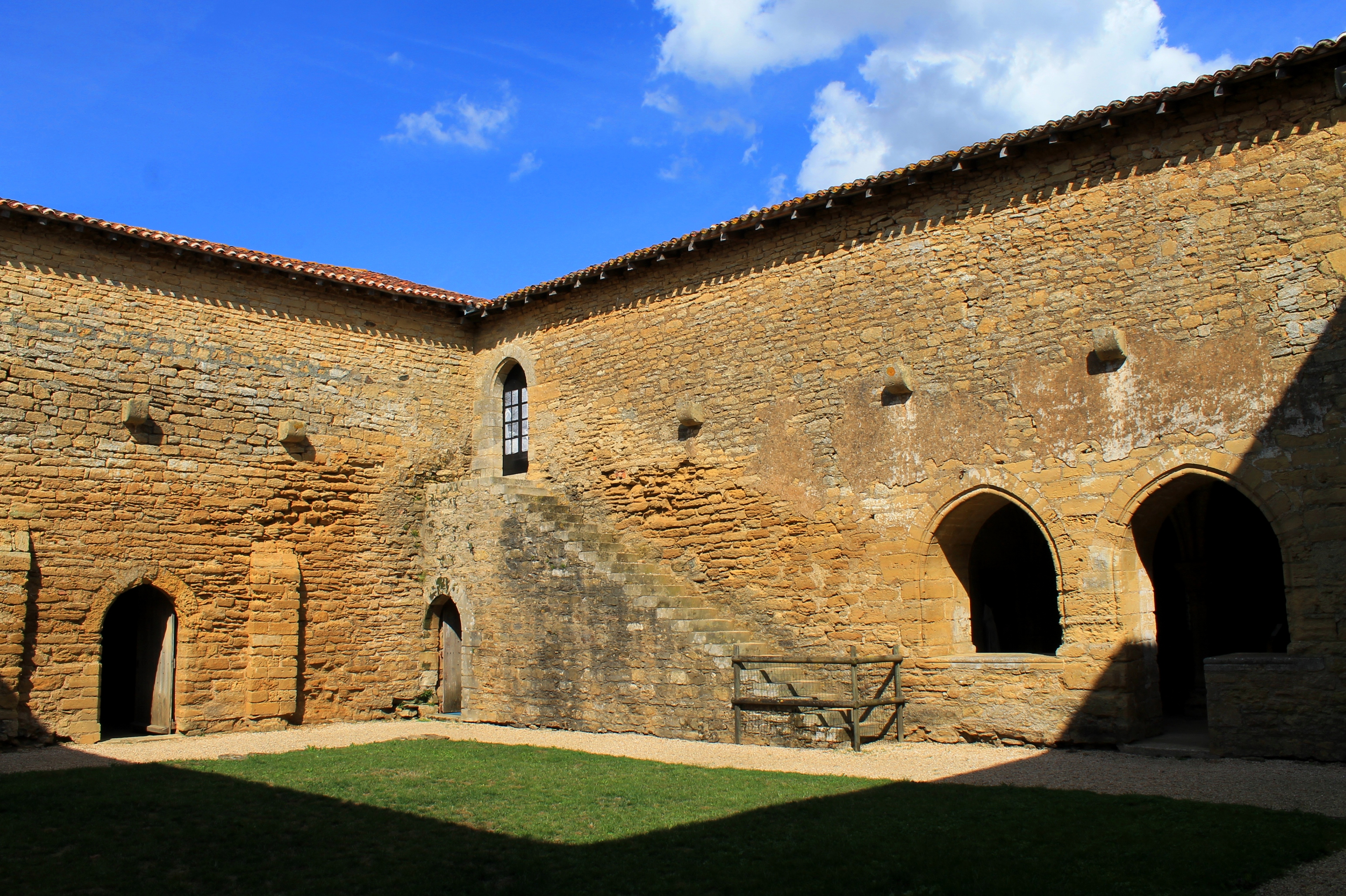
L'emplacement du cloître.
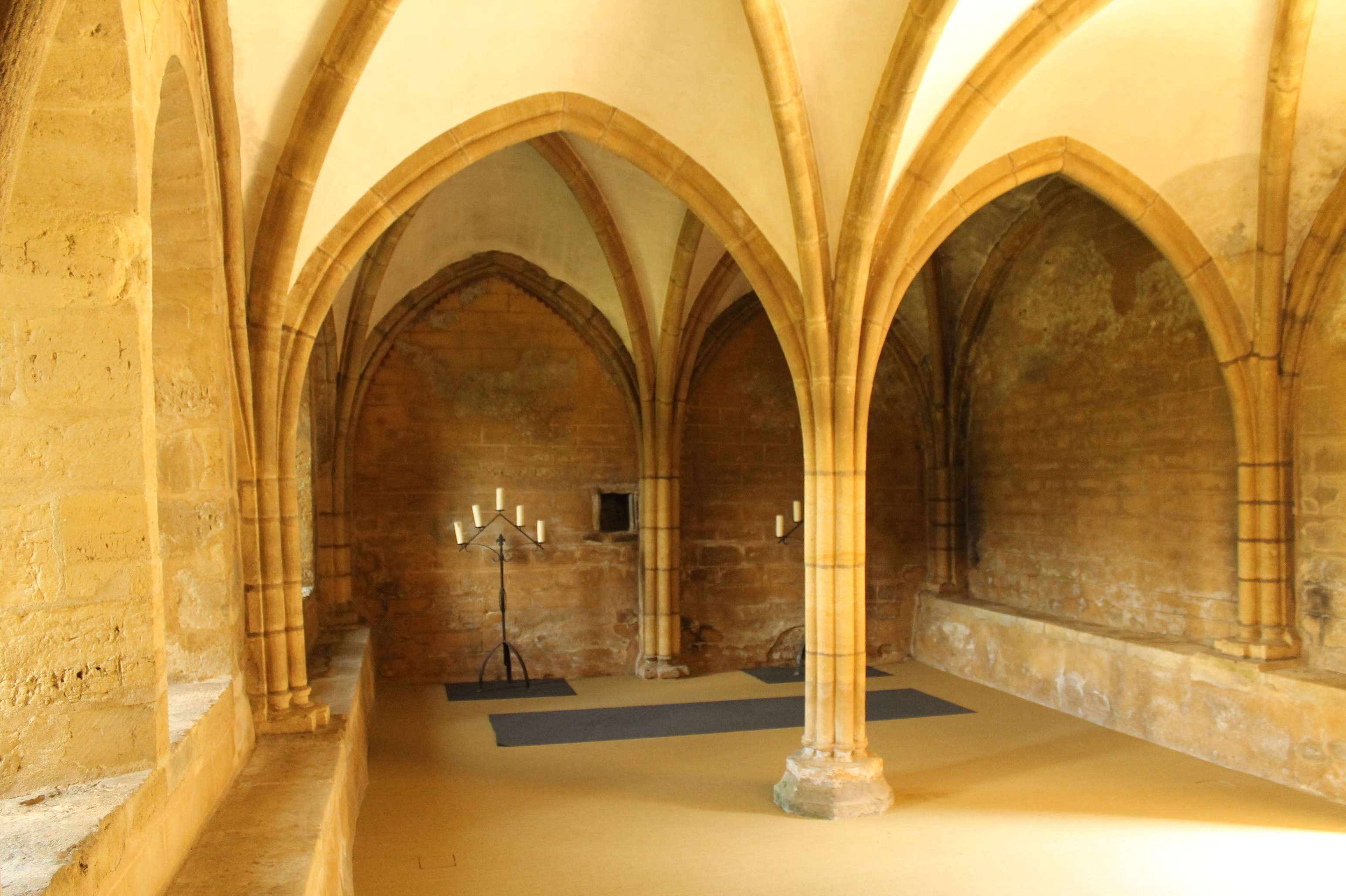
Le réfectoire.
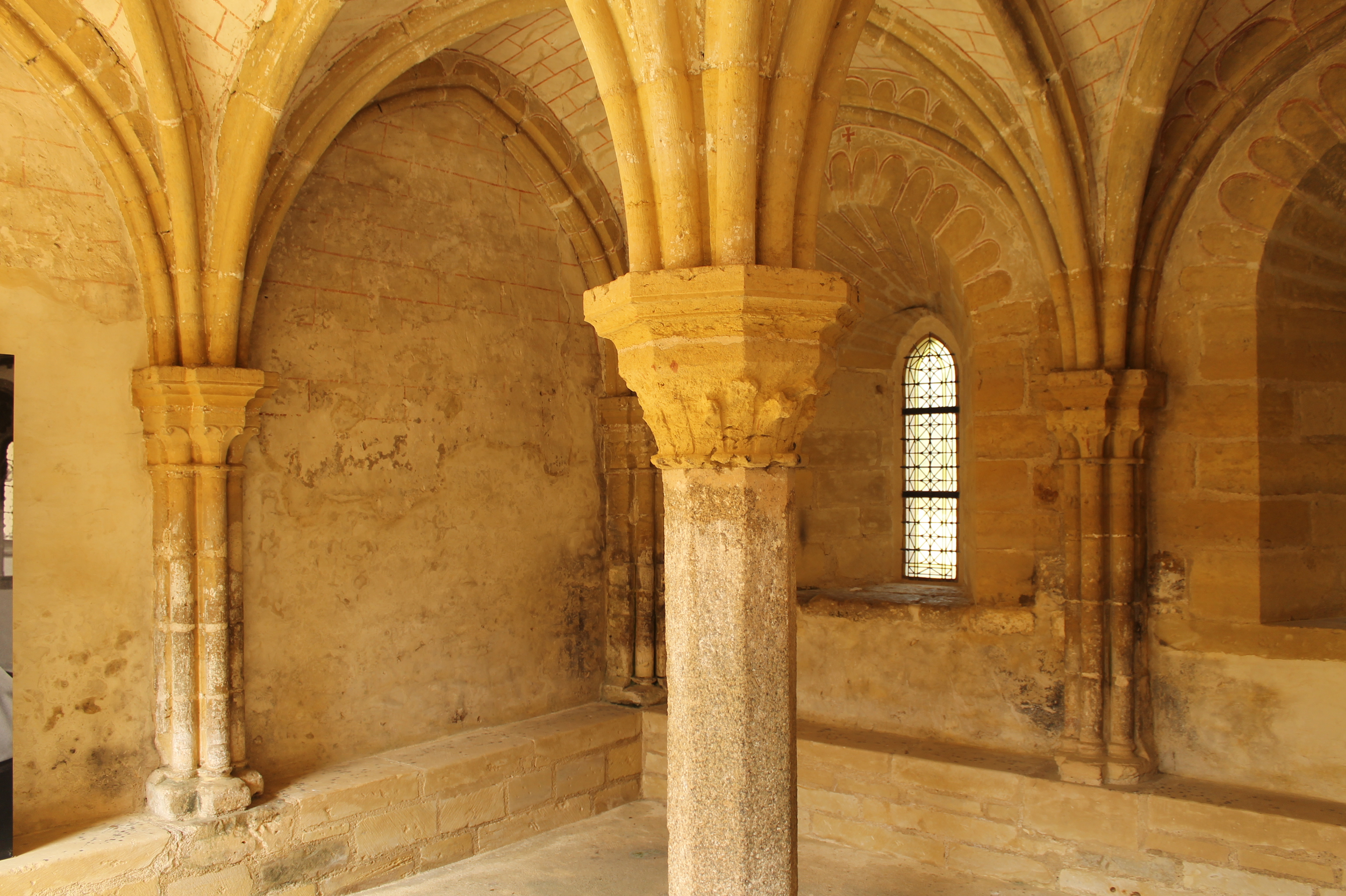
La salle capitulaire.